# 吳克勤
吳克勤（14世纪？—1449年），吳允誠三子，蒙古人，明朝軍事將領。
吳克勤早年隨父吳允誠、兄吳克忠歸附明朝，永乐三年（1405年），率命居凉州（今武威市）耕牧。永乐八年（1410年）之后，屢次與父參與明成祖北征，攻打阿鲁台、本雅失里。永乐十二年（1414年），从跟随明成祖征瓦剌。父亲去世后，又跟随明成祖三征阿鲁台。有功。。正统十四年（1449年），随明英宗征瓦剌。土木之變時，在英宗撤离宣府时，率领殿军拒后，与瓦刺追兵血战，其與兄吳克忠俱歿於陣，其贈遵化伯，謚僖敏。